# سحر توفيق
سحر توفيق (ولدت سنة 1951) هي روائية وكاتبة قصة قصيرة ومترجمة مصرية.

## حياتها
ولدت سحر توفيق ونشأت بالقاهرة، ودرست اللغة والأدب العربيين في جامعة الأزهر، وتخرجت سنة 1974، ثم عملت بتدريس اللغة العربية في مصر والمملكة العربية السعودية.
نشرت أولى قصصها القصيرة في صحيفة أسبوعية مصرية سنة 1971.

## أعمالها

### تأليف
- أن تنحدر الشمس (مجموعة قصصية، مختارات فصول، القاهرة، 1984): هي مجموعتها القصصية الأولى.
- طعم الزيتون (رواية، المجلس الأعلى للثقافة، القاهرة، 2000): هي روايتها الأولى.[3]
- جزيرة القرصان (قصة للأطفال، الكويت، 2001)
- رحلة السمان، رواية، 2002م،
- بيت العانس، مجموعة قصص، 2005،
- رحلة السمان (رواية، القاهرة، 2005)

### ترجمة
ترجمت العديد من الكتب من الإنجليزية إلى العربية، ومنها مؤلفات لمارغريت أتوود وإسماعيل بيه ودوريس ليسينغ وماكسين هونغ كينغستن:
- قصص برازيلية (ترجمة سحر توفيق وخليل كلفت، الكويت، 2000)
- فلاحو الباشا: الأرض والمجتمع والاقتصاد في الوجه البحري، كينيث كونو، المجلس الأعلى للثقافة، القاهرة، 2000
- أرض الحبايب بعيدة: رحلة نقدية في حياة وأعمال بيرم التونسي، تأليف: مارلين بوث، المجلس الأعلى للثقافة، مصر، 2002
- امرأة محاربة (رواية)، تأليف: ماكسين هونغ كينغستن، المجلس الأعلى للثقافة، القاهرة، 2005
- المذنبة (رواية)، تأليف: مارغريت آتوود، المجلس الأعلى للثقافة، القاهرة، 2005
- كريك وأوريكس (رواية)، تأليف: مارغريت آتوود، المجلس الأعلى للثقافة، القاهرة، 2007
- الهوية والعنف: وهم المصير الحتمي، تأليف: أمارتيا سن، الكويت، 2008
- موجز تاريخ الشعب الأرمني، تأليف: جورج بونوتيان، الجمعية الأرمينية في القاهرة، 2008
- العشب يغني (رواية)، مارغريت آتوود، القاهرة، 2009
- الطريق الطويل: مذكرات صبي مجند (مذكرات)، إسماعيل بيه، دار الشروق، القاهرة، 2009
- شهيرات النساء: أدب التراجم وسياسة النوع في مصر، مارلين بوث، المركز القومي للترجمة، القاهرة، 2009

## ترجمة أعمالها
فازت مختارات من قصصها ترجمتها مارلين بوث تحت عنوان "Points of the Compass: Stories by Sahar Tawfiq" بجائزة جامعة أركنساس للترجمة العربية سنة 1994.